# Laura Muirová
Laura Muirová (* 9. května 1993, Inverness) je britská atletka, běžkyně, která se specializuje na střední tratě, trojnásobná halová mistryně Evropy.

## Sportovní kariéra
V roce 2013 obsadila osmé místo v běhu na 1500 metrů na halovém mistrovství Evropy, na světovém šampionátu v Moskvě v této sezóně postoupila do semifinále běhu na 800 metrů. O dva roky později doběhla ve finále evropského halového šampionátu v Praze čtvrtá v běhu na 3000 metrů, na mistrovství světa v Pekingu obsadila v běhu 1500 metrů páté místo. Vynikajícího úspěchu dosáhla na halovém mistrovství Evropy v Bělehradě v roce 2017 – zvítězila v bězích na 1500 i 3000 metrů.
V roce 2018 obsadila na halovém mistrovství světa třetí místo v závodě na 3000 metrů. Ve stejné sezóně se stala mistryní Evropy v běhu na 1500 metrů. V březnu 2019 zvítězila v běhu na 3000 metrů na evropském halovém šampionátu.
Po diskvalifikace Rusky Jeleny Korobkinové dostala dodatečně bronzovou medaili z HME 2015 v běhu na 3000 metrů.

## Osobní rekordy
Dráha
- Běh na 800 metrů - 2:00,42 (2015)
- Běh na 1500 metrů - 3:55,22 (2016)

Hala
- Běh na 3000 metrů - 8:26,41 (2017) - Současný evropský rekord